# Ray Wilson
Ramon Ray Wilson, MBE (17 de desembre de 1934 - 15 de maig de 2018) fou un futbolista anglès de la dècada de 1960.
Fou internacional amb la selecció d'Anglaterra amb la qual participà en la Copa del Món de futbol de 1966.
Defensà els colors de Huddersfield Town, Everton FC, Oldham Athletic i Bradford City, on també fou entrenador.

## Palmarès
Everton
- FA Cup: 1966

Anglaterra
- Copa del Món de futbol: 1966